# 汤姆·斯多维克
汤姆·斯多维克（Tom Staurvik，1970年2月13日—），是一名已退役的挪威职业足球运动员，司职防守型中场，曾经短暂入选过挪威国家队。
2002年，汤姆曾经效力于上海申花，但是由于伤病只获得了几次出场机会，不久后即离开中国。